# Hermod (mythologie)

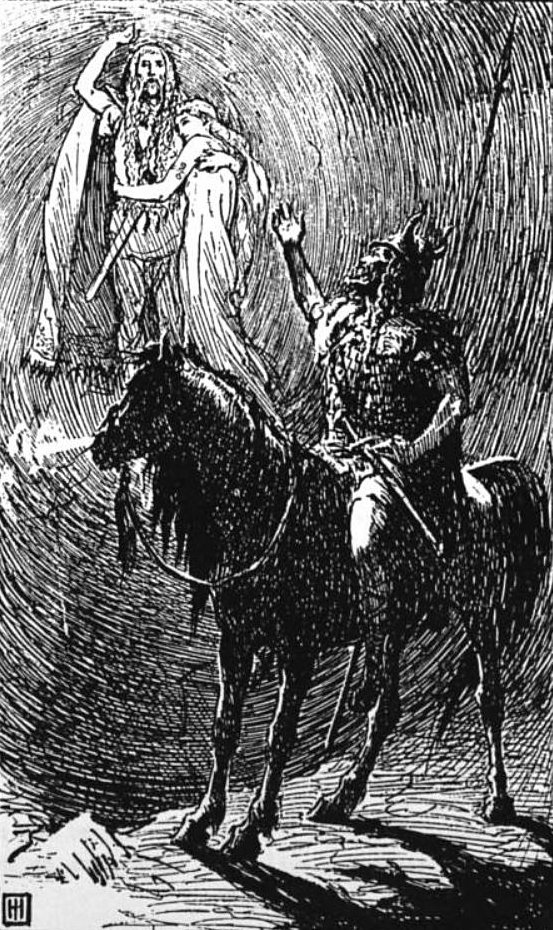
Hermod haalt Baldr en Nanna uit de Hel

Hermod of Hermóðr was in de Noordse mythologie een zoon van Odin en Frigg en trad op als boodschapper van de goden. Hij ging op Odins achtbenige paard Sleipnir naar de burcht van Hel om zijn broer Baldr van de dood te bevrijden.

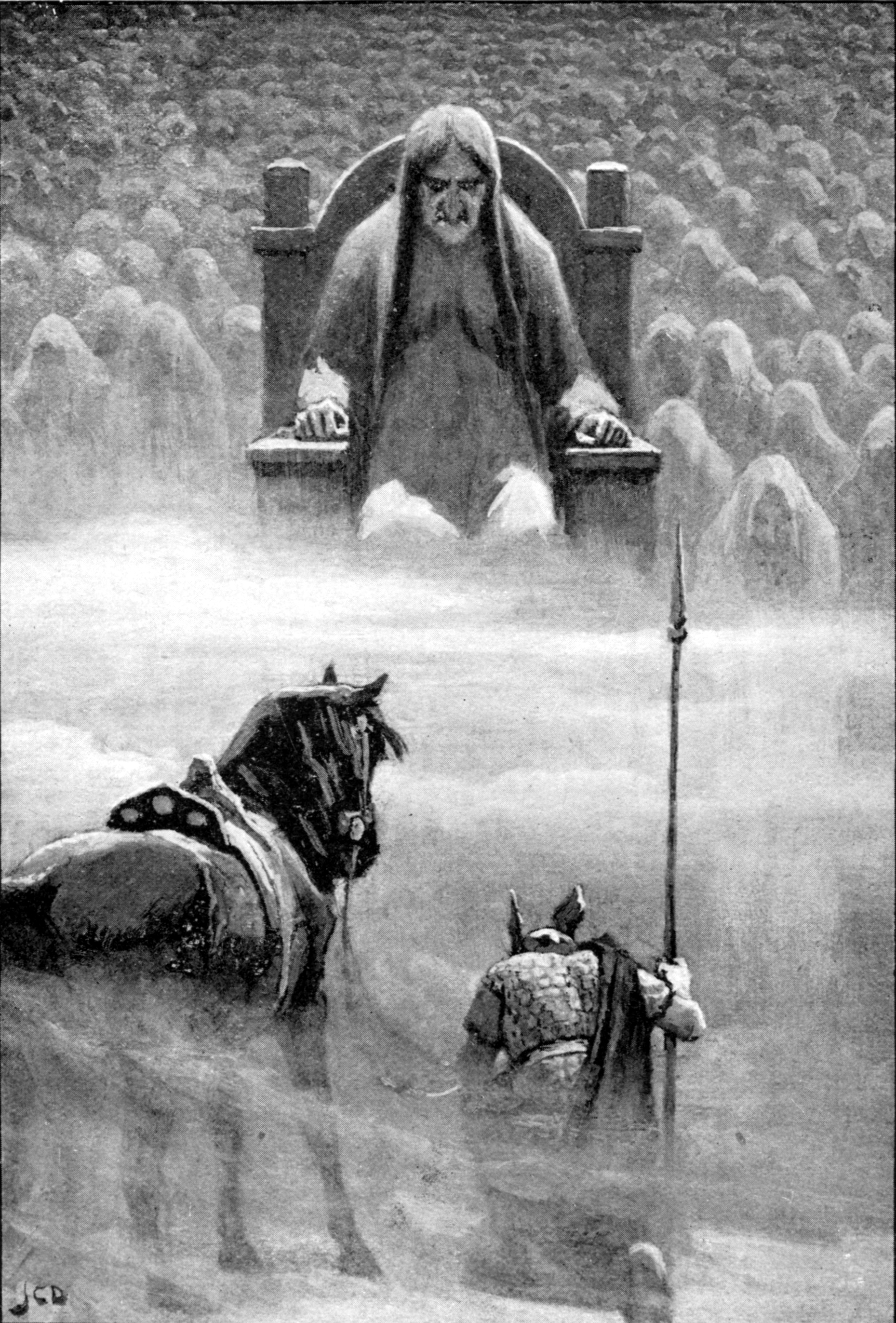
Hermod staat voor Hel

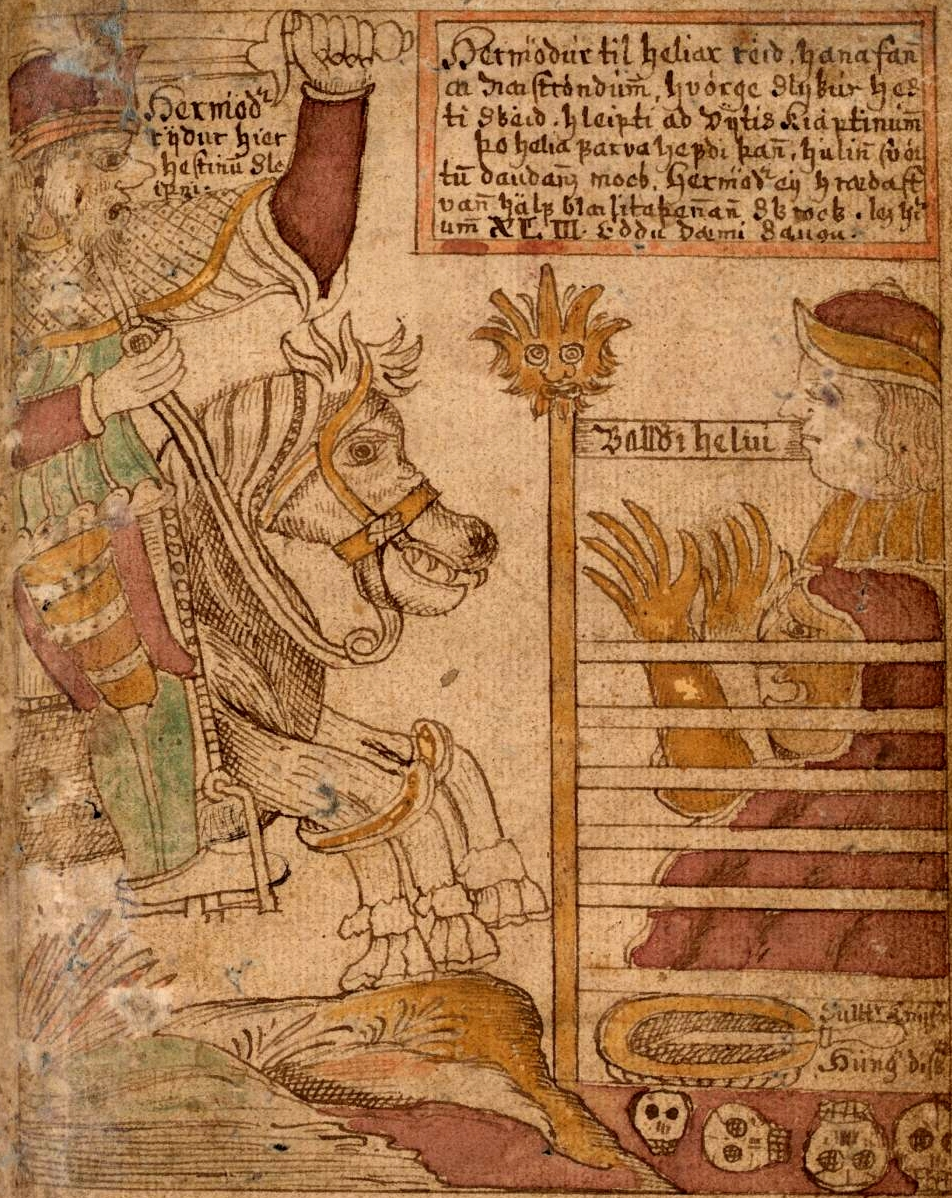
Hermod rijdt naar Baldr in Hel, 1765-1766
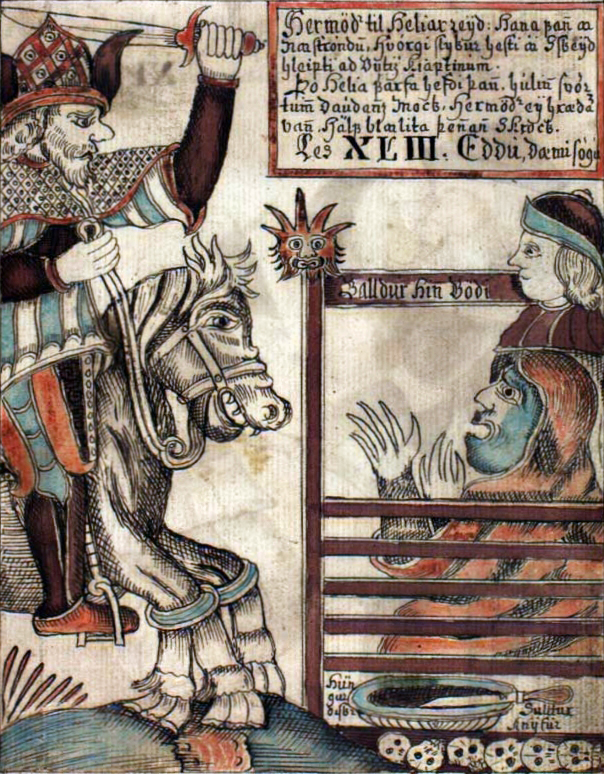
Hermod rijdt naar Baldr in Hel, 1760

## Trivia
- De Zweedse metalband Amon Amarth heeft een nummer over Hermods tocht naar de burcht van Hel. Genaamd, Hermod's Ride To Hel - Lokes Treachery Part 1

Asen · Baldr · Bil · Billing · Bragi · Búri · Eir · Fjorgyn · Fosite · Freya · Freyr · Frigg · Fulla · Gefjun · Gerd · Gná · Gullveig · Heimdall/Rig · Hel · Hermod · Hlín · Hnoss · Hodr · Hœnir · Iðunn · Jörd · Lofn · Loki · Máni · Magni · Modi · Nanna · Njördr · Odin · Óðr · Rindr · Sága · Sif · Sigyn · Sjöfn · Skaði · Snotra · Sól · Syn · Thor · Týr · Ullr · Vali · Vár · Vé · Vili · Vidar · Vör · Wanen